# 敦斯格爾
敦斯格爾（英文：Dunscore）（發音：/ˈdʌnskər/）是位於蘇格蘭西南部鄧弗里斯-加洛韋區議會管轄區內鄧弗里斯郡附近的一個小村莊。該村約有150人，擁有一間教堂，一間社區經營的酒吧以及一週投遞三次郵件的郵局。村莊每年八月都會舉辦盛大的活動。
2009年，敦斯格爾村鎮獲得了英國“公平貿易基金會”頒發的資格認證。獲得這個資格認證的鄉村在全英國已經有數百個。
二戰期間，因爲幫助在匈牙利布達佩斯受納粹迫害的猶太人，遭到納粹當局逮捕並最後死在奧斯維辛集中營，1997年被以色列追授為“國際義人”榮譽稱號的“蘇格蘭布達佩斯傳教會學校”（Scottish Mission in Budapeist）的導師簡·海寧出生在這個村莊，2005年當地特為她建立了紀念碑。村莊裏有一個曾經被廢棄的老教堂“Dunscore Old Kirk”，2017年，老教堂被重新改建為當地的文化遺產中心，裏面有簡·海寧的相關資訊。
作爲歷史遺跡，拉格塔（Lag (或Lagg) Tower）位於敦斯格爾村東北的高地上，是一座殘破的城堡。該建築的歷史可追溯到15或16世紀。